# Alan Oppenheimer

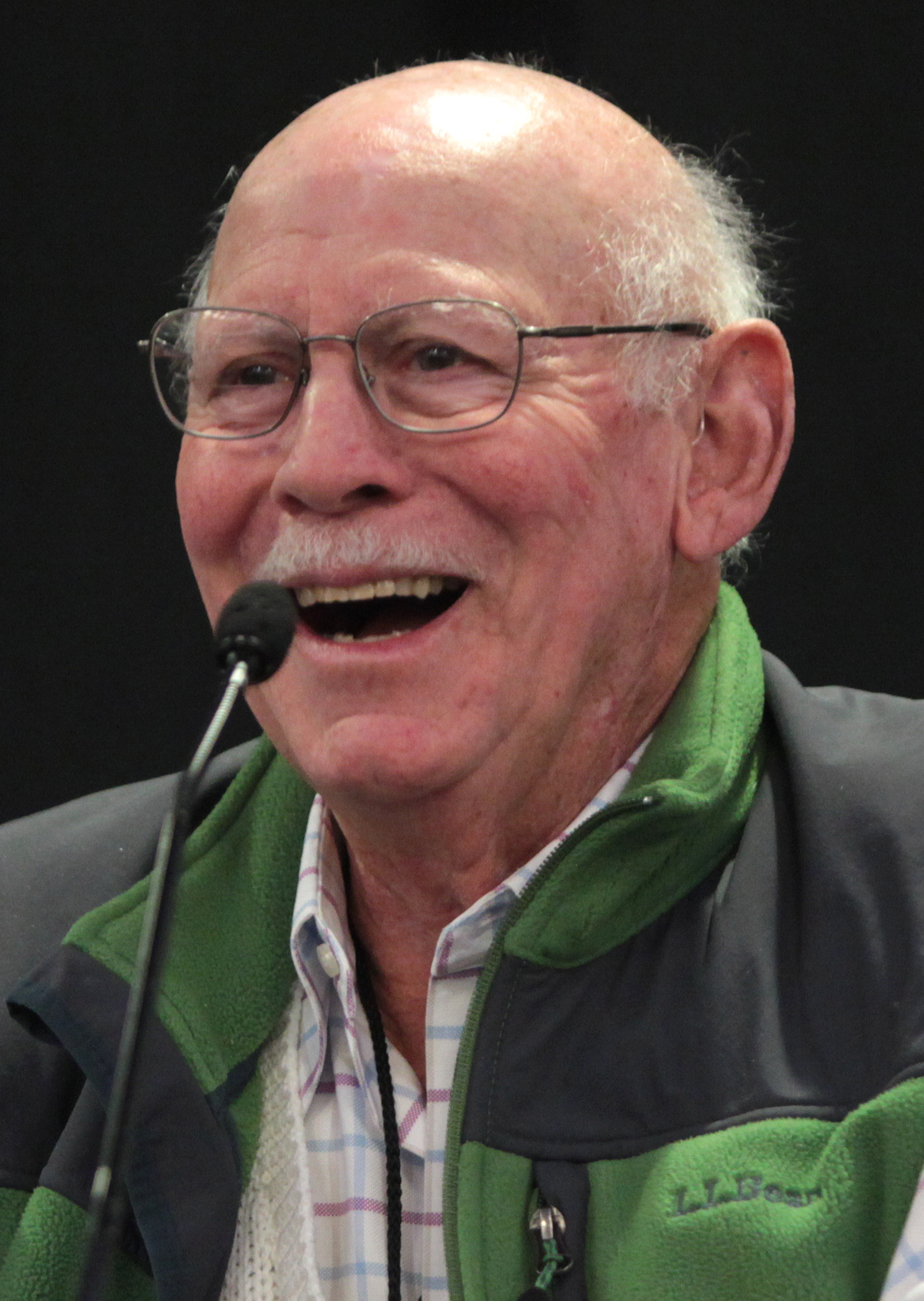
Alan Oppenheimer (2015)

Alan Louis Oppenheimer (* 23. April 1930 in New York) ist ein US-amerikanischer Schauspieler und Synchronsprecher.

## Leben
Einem breiteren Publikum wurde Oppenheimer 1975 durch seine Mitwirkung im Katastrophenfilm Die Hindenburg bekannt. Ein Jahr später spielte er in dem Fantasyfilm Ein ganz verrückter Freitag mit. In den ersten beiden Staffeln der Serie Der Sechs-Millionen-Dollar-Mann spielte Alan Oppenheimer die Rolle des Dr. Rudy Wells, die im Pilotfilm von Martin Balsam gespielt wurde und ab der dritten Staffel von Martin E. Brooks übernommen wurde.
Oppenheimer war ab 1964 an mehr als 270 Film-, Fernseh- sowie PC-Spielproduktionen beteiligt. Seit den 1980er Jahren war er vornehmlich als Synchronsprecher tätig und als solcher seit Ende der 1990er auch bei Computerspielen zu hören. Seine bekannteste
Sprecherrolle ist vermutlich die des Skeletor aus der Zeichentrickserie Masters of the Universe, welche in den 80er Jahren zu sehen war.

## Filmografie (Auswahl)
- 1964: Preston & Preston (The Defenders, Fernsehserie, 1 Folge)
- 1968: Star!
- 1968: Zärtlich schnappt die Falle zu (How to Save a Marriage and Ruin Your Life)
- 1971: Der Agent, der seinen Leichnam sah (The Groundstar Conspiracy)
- 1973: Westworld
- 1973: The New Perry Mason (Fernsehserie, 1 Folge)
- 1973–1975: Der Sechs-Millionen-Dollar-Mann (The Six Million Dollar Man, Fernsehserie)
- 1975: Die Hindenburg (The Hindenburg)
- 1976: Ein ganz verrückter Freitag (Freaky Friday)
- 1976: Helter Skelter – Die Nacht der langen Messer (Helter Skelter, Fernsehfilm)
- 1978: Die H.L.M. Puff-Company (A Pleasure Doing Business)
- 1981–1986: Die Schlümpfe (Fernsehserie, Stimmen)
- 1982: Hart aber herzlich (Folge 3x16: Scheidungsmanöver)
- 1984: Die unendliche Geschichte (The Neverending Story, Stimme)
- 1982–1985 Knight Rider (Fernsehserie, 2 Folgen)
- 1985: Das Geheimnis des Zauberschwertes (The Secret of the Sword, Stimmen)
- 1987: Society (The Two Mrs. Grenvilles)
- 1987–1988: Bravestarr (Fernsehserie, Stimme, 63 Folgen)
- 1988: Superman (Zeichentrickserie, Stimme)
- 1989–1992: Murphy Brown (Fernsehserie, 11 Folgen)
- 1991–1994: Die Legende von Prinz Eisenherz (The Legend of Prince Valiant, Zeichentrickserie, Stimme, 65 Folgen)
- 1993: Invisible – Die unheimliche Macht (Invisible: The Chronicles of Benjamin Knight)
- 1994: Trancers IV
- 1994: Trancers 5
- 1994–1996: Phantom 2040 (Fernsehserie, 13 Folgen)
- 1998: Diagnose: Mord (Diagnosis Murder, Fernsehserie)
- 2009: 9 (Stimme)
- 2021: Masters of the Universe: Revelation (Fernsehserie, Stimme)